# یواس‌اس لارنس (۱۸۱۳)
یواس‌اس لارنس (۱۸۱۳) (به انگلیسی: USS Lawrence (1813)) یک کشتی بود که طول آن ۱۰۹ فوت ۹ اینچ (۳۳٫۴۵ متر) بود. این کشتی در سال ۱۸۱۳ ساخته شد.